# Сплэш

Чайна-сплэш

Сплэш (англ. splash — всплеск) — ударный музыкальный инструмент, род тарелок.
Сплэш — тарелка небольшого диаметра, имеет негромкий, короткий, высокий звук. Большинство выпускаемых сплэшей имеет 6—12 дюймов в диаметре.
Сплэш используется в различной музыке в составе ударной установки.
Зачастую, по сложившейся традиции, барабанщики рассматривают аранжировочную роль сплэша как расстановку акцентов и синкоп. Такое применение вполне логично, ведь на первых долях forte сплэш явно неуместен, так как не обладает достаточной мощью звучания.
Некоторые сплэши выпускаются с обращённым книзу куполом, как у тарелок чайна, и называются чайна-сплэш.
Небольшой размер тарелки позволяет использовать необычный способ установки на стойку. Сначала на стойку устанавливается другая тарелка большего диаметра, а затем сверху надевается сплэш, перевёрнутый вверх дном. Такой способ позволяет сократить размеры установки, время подготовки к игре и количество стоек, однако негативно сказывается на состоянии тарелок, поскольку игра на перевёрнутой тарелке довольно быстро приводит к её повреждению.